# Església de Nuestra Señora de la Natividad (Alborea)

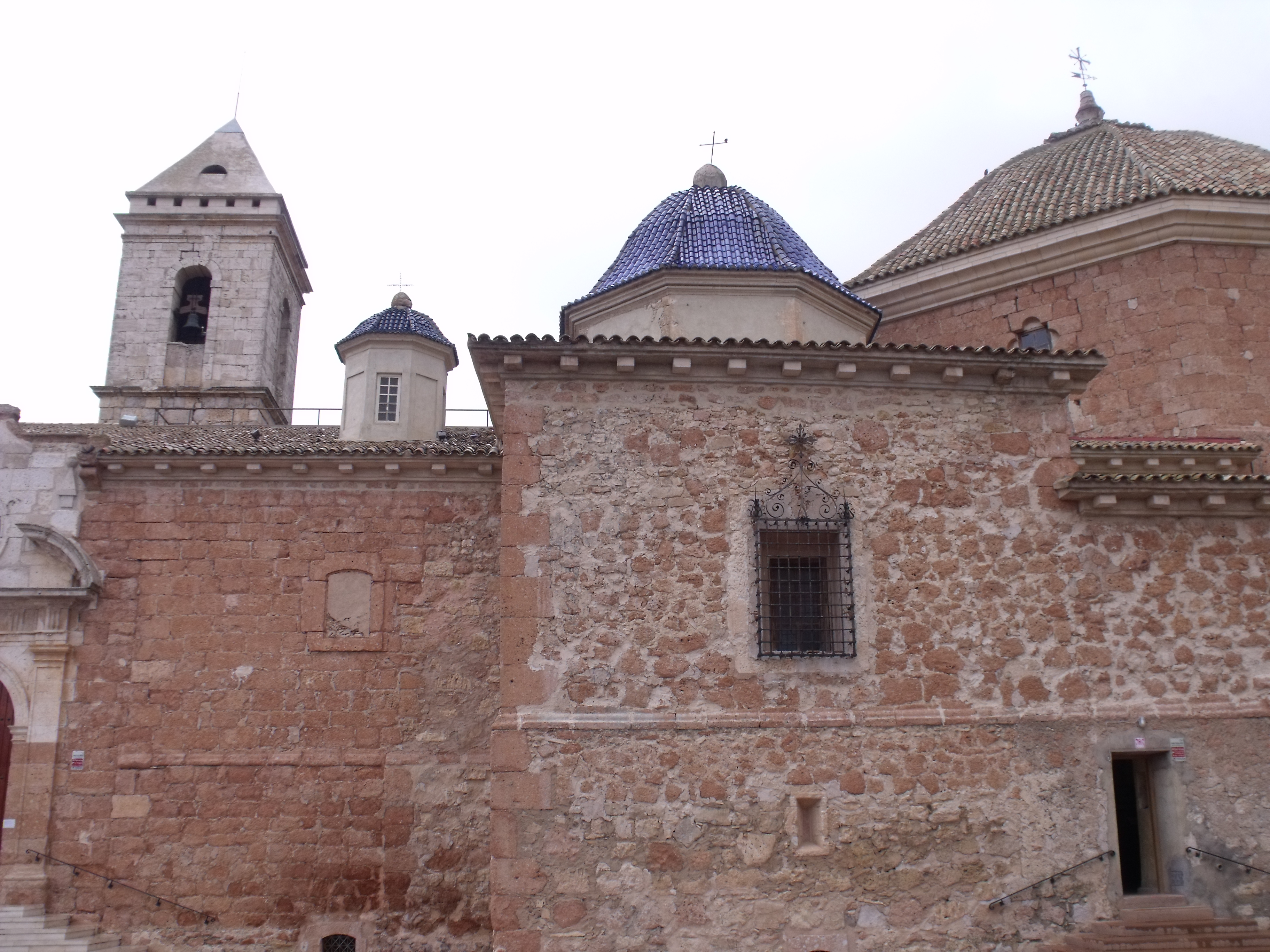
Església de Nuestra Señora de la Natividad

L'església de La nostra Senyora de la Nativitat està situada en Alborea (Albacete, Espanya), i és popularment coneguda com la Catedral de la Manchuela. La seua construcció correspon a diverses èpoques, des del segle xvi fins al segle xviii, a causa dels diferents conceptes arquitectònics que s'aprecien en estudiar la seua capçalera i la zona de les naus. El temple es pot adscriure a l'estil barroc, encara que l'existència d'una volta nervada nos remet a una època anterior.
Va ser declarada Bé d'Interés Cultural el 8 d'octubre de 1991. Identificador atorgat pel Ministeri de Cultura: RI-51-0007115.
El més destacable d'esta església és el gran absis huitavat que posseeix, inspirat en algunes obres del barroc andalús. Crida també l'atenció el fort contrast existent entre la magnífica traça d'eixe cos i les naus, excessivament reduïdes en altura i longitud.
La seua capçalera és de planta central, amb volta de quatre obertures quadrilobulades, decorada amb llunetes i apuntalada en pilastres, amb capitell corinti i entaulament; amb nau principal i a banda i banda capelles laterals. La coberta d'esta nau central és estrelada en el primer tram i d'aresta en els restants que s'apuntalen en mitges columnes.
Les portades presenten un barroc molt depurat, amb elements puristes. El frontó corbat partit amb un òvul suposa l'element que distorsiona el purisme de la resta del conjunt. La torre s'alça amb dos cossos rematats en piràmides i coberts en teules dins d'un ric cos volumètric.
Entre les capelles laterals en destaca una amb un bell cambril ricament pintat amb frescs de simbologia mariana del segle xviii. I tota l'ornamentació que cobrix per complet l'església correspon al gust barroc. Altres elements funcionals i de gran valor en la construcció de l'edifici són les seues campanes, un valuós rellonge, magnífica obra del segle xviii, les piques i les reixes.
Esta església és el resultat de l'aparell de les fórmules gòtiques amb les barroques, on els arquitectes varen saber concebre una fórmula d'adaptació entre el gòtic i el clàssic, donant lloc a un temple de grans dimensions, que resultarà una novetat pel seu caràcter clàssic.
L'interior de l'església produïx una fascinant impressió, una sorpresa constant, per les diverses perspectives que les seues tres naus procuren. I on esta arquitectura sorprenent aconseguix un "clímax" és en la gran cúpula, que es pressent al fons de les perspectives llunyanes com a màgica exaltació de la llum i el color.
En conjunt, este temple, des de lluny i en la seua proximitat, nos oferix una extraordinària i grandiosa visió, produint la impressió que emergix, com una erupció volcànica sobre el cràter del caseriu del municipi, formant una muntanya de lava atraent i d'elevada bellesa, coneguda amb el nom de la Catedral de la Manchuela.